# Glipa cinereonigra
Glipa cinereonigra es una especie de coleóptero de la familia Mordellidae.